# Episodi di Zorro (serie televisiva 1990) (quarta stagione)
La quarta stagione di Zorro andò in onda dal 10 ottobre 1992 al 30 gennaio 1993.
| nº | Titolo originale        | Titolo italiano         | Prima TV USA     | Prima TV Italia |
| -- | ----------------------- | ----------------------- | ---------------- | --------------- |
| 1  | The Fox and the Rabbit  | La volpe e il coniglio  | 10 ottobre 1992  |                 |
| 2  | Ultimate Justice        | Giustizia finale        | 17 ottobre 1992  |                 |
| 3  | Love Potion Number Nine | Filtro d'amore          | 24 ottobre 1992  |                 |
| 4  | As Ye Sow               | Il ruscello inquinato   | 31 ottobre 1992  |                 |
| 5  | An Affair to Remember   | Un pegno e una promessa | 7 novembre 1992  |                 |
| 6  | The Reward              | Chi intasca la taglia?  | 14 novembre 1992 |                 |
| 7  | Like Father, Like Son   | Tale padre, tale figlio | 5 dicembre 1992  |                 |
| 8  | Symbol of Hope          | Una fede incrollabile   | 12 dicembre 1992 |                 |
| 9  | My Word Is My Bond      | Ladri di cavalli        | 19 dicembre 1992 |                 |
| 10 | The Arrival             | L'ispettore militare    | 9 gennaio 1993   |                 |
| 11 | Death & Taxes           | Morte e tasse           | 16 gennaio 1993  |                 |
| 12 | Conundrum               | L'enigma                | 23 gennaio 1993  |                 |
| 13 | The Discovery           | La scoperta             | 30 gennaio 1993  |                 |

## La volpe e il coniglio
- Titolo originale: The Fox and the Rabbit
- Diretto da: Ray Austin
- Scritto da: Robert L. McCollough, Philip John Taylor

### Trama
Don Emilio Alonzo, esattore del re, riparte da Los Angeles dopo aver riscosso il balzello annuale, ma si scopre che si trattava di un impostore quando in città giunge il vero inviato, don Fernando Zelaya. Costui spiega allo stupefatto e furibondo Alcalde che il truffatore è un celebre imbroglione conosciuto come El Conejo, ossia "il Coniglio", a causa dei suoi modi affabili; El Conejo ha raggirato numerose altre comunità, e don Fernando lascia intendere a de Soto che il re non tollererà quanto accaduto a Los Angeles. Sia l'Alcalde che don Alejandro, al quale El Conejo ha rubato un cavallo, si mettono sulle tracce del truffatore, ma El Conejo è un grande esperto di trappole e trova il modo di depistarli; Zorro riesce ad acciuffarlo e a recuperare il denaro rubato, e l'imbroglione viene così assicurato alla giustizia.  
- Guest Star: Oliver Cotton (El Conejo), Luis Maluenda (don Fernando), Tabare Carballo (caporale Sepulveda).

## Giustizia finale
- Titolo originale: Ultimate Justice
- Diretto da: Donald Paonessa
- Scritto da: Robert L. McCollough, Philip John Taylor

### Trama
L'Alcalde tenta di pedinare Zorro fino al suo rifugio, ma finisce per entrare in un cimitero indiano, violando un trattato stipulato con i pellerossa; furibondi, gli indiani lo catturano e il guerriero Occhi Arrabbiati dispone che de Soto sia torturato. Zorro interviene per difendere l'Alcalde e affronta una serie di dolorose ed estenuanti prove di coraggio per la salvezza del nemico. Mentre Zorro è impegnato nell'ultima prova, che consiste nella scalata di un'impervia parete rocciosa, l'Alcalde riesce a liberarsi e a prendere in ostaggio Acqua Celeste, la figlia del capo Aquila Saggia, ma Zorro riesce a ridurlo alla ragione colpendolo con un sasso. Compiuta anche questa prova, Zorro ottiene la liberazione dell'Alcalde, ma anche la mano di Acqua Celeste; per sfuggire all'incomodo matrimonio, questa volta sarà Zorro a dover tagliare la corda.
- Guest Star: Richard Yñiguez (Occhi Arrabbiati), Nicoline Amanda Burgos (Acqua Celeste), Tabare Carballo (caporale Sepulveda).

## Filtro d'amore
- Titolo originale: Love Potion Number Nine
- Diretto da: Ray Austin
- Scritto da: Robert L. McCollough, Philip John Taylor

### Trama
Victoria trova un baule contenente alcune presunte pozioni magiche, tra cui un filtro d'amore, che la locandiera decide di utilizzare per suggellare il suo legame con Zorro. Il filtro dovrà essere bevuto sia da lei che da Zorro, ma a causa di una sfortunata serie di eventi a bere la pozione assieme a Victoria è l'Alcalde. Victoria e de Soto sono ora pazzamente innamorati, con stupore (e disgusto) dell'intera Los Angeles; Diego, analizzando le pozioni rimaste, scopre tuttavia che esse sono in realtà semplici succhi di frutta e i loro effetti sono quindi nient'altro che pura suggestione. Sfruttando le pozioni rimaste e giocando d'astuzia, Zorro riesce a far tornare in sé Victoria e l'Alcalde, e tutto si conclude per il meglio.

## Il ruscello inquinato
- Titolo originale: As Ye Sow
- Diretto da: Ray Austin
- Scritto da: Robert L. McCollough, Philip John Taylor, Maxwell Pitt

### Trama
Mendoza trova i fratelli Esteban e Francisco Carbejal uccisi da una piaga misteriosa. Felipe si sente male dopo aver bevuto ad un ruscello nel quale aveva trovato un pettirosso morente; lo stesso ruscello attraversa la proprietà dei Carvalho, e Diego capisce che l'acqua è avvelenata. Analizzando l'acqua, Diego scopre che il ruscello è contaminato da solfato di piombo: i contadini di Los Angeles lo usarono tempo prima come diserbante, ma poiché il solfato si rivelò deleterio per i raccolti, lo restituirono e gli estrattori lo rivendettero a Luis Ramon. Zorro interroga Mendoza e il sergente gli rivela che Ramon voleva sfruttare il solfato per impoverire alcune terre, così da acquistarle a basso prezzo, ma rinunciò per paura che Zorro potesse scoprirlo; Mendoza, allora, dietro suo ordine nascose i barili con il solfato nelle vicinanze del ruscello, che s'inquinò quando la sostanza cominciò a filtrarvi per effetto delle piogge. Mendoza, sentendosi in colpa, aiuta Zorro a deviare il ruscello, così che non venga più contaminato, e il sergente riceve un encomio per aver salvato la regione.

## Un pegno e una promessa
- Titolo originale: An Affair to Remember
- Diretto da: Ray Austin
- Scritto da: Gary Stephen Rieck

### Trama
Zorro soccorre Victoria, inseguita da alcuni banditi; nel trambusto, la locandiera perde i sensi e Zorro è costretto a portarla nel proprio rifugio, nella grotta sottostante la hacienda dei de la Vega. Victoria si riprende poco dopo ed esprime il desiderio di poter finalmente vedere il viso di Zorro; Diego, da parte sua, che già teme che Victoria non lo ricambierà neppure una volta scoperta la verità, rifiuta per non metterla in pericolo quando scopre che i banditi vogliono interrogarla per estorcerle la posizione del nascondiglio di Zorro. Victoria è affranta, ma Zorro le promette di sposarla non appena potrà smettere di portare la maschera e come pegno le dona un anello di fidanzamento. Zorro cattura i banditi e Victoria riprende la propria vita, certa che un giorno non lontano potrà finalmente coronare il suo sogno d'amore.
- Guest Star: Peter Guinness (capobanda).

## Chi intasca la taglia?
- Titolo originale: The Reward
- Diretto da: Ray Austin
- Scritto da: Robert L. McCollough, Philip John Taylor

### Trama
La Marka Barcaro, uno straniero che ha preso alloggio alla locanda, aggredisce Victoria; la locandiera viene difesa da tre paesani, uno dei quali uccide involontariamente Barcaro scaraventandolo giù da una balaustra. L'uomo era un ricercato, e la taglia andrà a chi tra loro ha ucciso Barcaro; non essendoci modo di capire chi sia stato, l'Alcalde, dietro suggerimento di Diego, dispone che a ciascuno dei tre venga dato un terzo della somma. Narcisco, un amico di Barcaro, minaccia i tre di ucciderli se non gli cederanno il denaro; presi dal panico, due di loro si tirano indietro, rivelando perciò che è stato il terzo, Paco, ad uccidere Barcaro. L'Alcalde, che in caso di morte di Paco riscuoterebbe egli stesso la taglia, rifiuta d'intervenire, ma Zorro salva la situazione; Paco può così riscuotere la sua ricompensa.
- Guest Star: Hilton McRae (Narcisco), Patrick Drury (La Marka Barcaro), Mario Marcelino (Paco Garcia).

## Tale padre, tale figlio
- Titolo originale: Like Father, Like Son
- Diretto da: Ray Austin
- Scritto da: Tim Minear

### Trama
A causa di un bizzarro incidente, don Alejandro precipita attraverso il passaggio segreto che porta alla grotta di Zorro e batte la testa, perdendo i sensi. Al risveglio, Alejandro non ricorda più nulla; vedendo gli abiti di Zorro e complice un brano di Don Chisciotte che stava leggendo al momento dell'incidente, Alejandro si convince di essere egli stesso l'eroe e cerca di difendere Victoria da due manigoldi, con risultati imbarazzanti. Smascherato e arrestato dall'Alcalde, don Alejandro viene condannato alla forca nonostante nessuno, inclusa Victoria, creda davvero che lui possa essere Zorro; de Soto, tuttavia, è comunque deciso a giustiziarlo il prima possibile per ottenere una promozione. Il vero Zorro appare, scagionando don Alejandro, e risolve la situazione; Alejandro, che nel trambusto ha battuto una seconda volta la testa, recupera la memoria e torna in sé, con buona pace di Diego e Victoria, che per non metterlo in imbarazzo decidono di fingere che non sia accaduto nulla.
- Guest Star: Tony Steadman (Fernando Esteban), Gene Collins (fratello di Fernando).

## Una fede incrollabile
- Titolo originale: Symbol of Hope
- Diretto da: Ray Austin
- Scritto da: Carlton Hollander

### Trama
Victoria è preoccupata per Sergio, un ragazzino orfano ricoverato alla missione con la febbre alta. Sergio desidera più di ogni altra cosa poter cavalcare almeno una volta con Zorro e l'Alcalde, messo al corrente, decide di sfruttare il bambino come esca per attirare l'eroe; Zorro riesce a farsi largo tra i soldati e porta Sergio alla grotta, così da poter studiare una cura per la sua malattia. Sergio guarisce e Zorro lo riporta in città, ma l'Alcalde decide di interrogare il bambino, convinto che conosca il nascondiglio dell'eroe; Zorro salva Sergio e il ragazzino può così realizzare il suo grande sogno di cavalcare assieme al suo eroe.
- Guest Star: Thomas Alford (Sergio), Timothy Bateson (padre Benitez).

## Ladri di cavalli
- Titolo originale: My Word Is My Bond
- Diretto da: Ray Austin
- Scritto da: Robert L. McCollough, Philip John Taylor

### Trama
Un ladro misterioso ruba alcuni cavalli della guarnigione e dei de la Vega; poco dopo, gli animali vengono ritrovati alla fattoria di José Macias, il quale viene quindi arrestato. Don Alejandro non crede che sia lui il colpevole e ottiene che l'Alcalde gli conceda la libertà su cauzione, che tuttavia de Soto fissa alla proibitiva somma di duemila pesos; grazie alla solidarietà dei compaesani, don Alejandro e Victoria racimolano il denaro e José viene quindi scarcerato fino al processo. Subito dopo, però, i cavalli vengono nuovamente rubati e José sparisce assieme a tutta la sua famiglia. Victoria, molto amica di José, rifiuta comunque di credere che il ladro sia lui e si mette alla sua ricerca; Diego, preoccupato che Victoria finisca per imbattersi nel vero ladro, decide di seguirla di nascosto nonostante una frattura alla gamba. Si scopre che José è stato costretto a collaborare con il vero ladro, Rodero, dietro minaccia di quest'ultimo di uccidere la sua famiglia; grazie all'aiuto di Victoria, Zorro riesce a sgominare Rodero e la sua banda senza che la locandiera si accorga del suo infortunio, e José viene così scagionato.
- Guest Star: Benito Martinez (José Macias), Peter Birch (Rodero).

## L'ispettore militare
- Titolo originale: The Arrival
- Diretto da: Ray Austin
- Scritto da: Robert L. McCollough, Philip John Taylor

### Trama
Nel 1788, a Madrid, Elena de la Vega, moglie di don Alejandro, dà alla luce due gemelli: Inés, la levatrice, fa tuttavia in modo che Elena creda di aver partorito solo un bambino, ossia Diego, e tiene per sé il fratellino. Anni dopo, a Los Angeles giunge don Gilberto Rizendo, inviato dal re a riscuotere una tassa di diecimila pesos per sostenere le spese della guerra tra Spagna e Francia. Rizendo, per assicurarsi il pieno controllo della città, fa arrestare de Soto con l'accusa d'incompetenza e anche Diego finisce dietro le sbarre per aver messo in discussione l'emissario; tuttavia, quando scopre che Diego è il figlio di don Alejandro, lo rilascia. Rizendo condanna de Soto a morte mediante squartamento, ma Zorro interviene e salva l'Alcalde; furibondo, l'emissario concede a de Soto e a Mendoza, che si era rifiutato di giustiziare l'Alcalde e si è reso perciò colpevole di alto tradimento, tre giorni per catturare Zorro, pena la morte. Rimasto solo, Rizendo riceve una lettera da Madrid in cui si scopre il suo vero obiettivo: Gilberto Rizendo è infatti il bambino che Inés sottrasse ai de la Vega ed è giunto a Los Angeles istigato da Inés per vendicarsi di don Alejandro, che crede lo abbia abbandonato, e di Diego.
- Guest Star: James Horan (don Gilberto Rizendo), Daniel Craig (tenente Julian Hidalgo), Isabel Prinz (Elena de la Vega), Maria Arias Reyes (Inés Rizendo da giovane).
- Non accreditati: Faith Brook (Inés Rizendo).

## Morte e tasse
- Titolo originale: Death & Taxes
- Diretto da: Ray Austin
- Scritto da: Robert L. McCollough, Philip John Taylor

### Trama
Rizendo, per riscuotere la tassa di guerra, intende confiscare le proprietà della missione di Los Angeles, scatenando la rabbia popolare; astutamente, però, l'emissario riesce a far credere alla gente che il motivo sia l'esenzione dalle tasse di cui godono i de la Vega in qualità di fornitori di provviste per l'esercito. Forte della propria autorità e del consenso della gente, Rizendo confisca la hacienda e il denaro dei de la Vega, riducendoli in miseria. Zorro riesce a scacciare Rizendo grazie anche all'intromissione dell'Alcalde, che involontariamente uccide il tenente Hidalgo, l'assistente di Rizendo, lasciando l'emissario senza protezione e costringendolo a lasciare la hacienda; Rizendo contrattacca minacciando di rifarsi sulle proprietà della chiesa, ma don Alejandro, con l'aiuto di Zorro, fa in modo di poter utilizzare il denaro dei de la Vega per pagare la tassa di guerra. La reputazione dei de la Vega ritorna così più salda che mai e Los Angeles, di nuovo unita, è pronta a resistere alle angherie di Rizendo.
- Guest Star: James Horan (don Gilberto Rizendo), Daniel Craig (tenente Julian Hidalgo), Timothy Bateson (padre Benitez), Cesar Peralta (Friez).

## L'enigma
- Titolo originale: Conundrum
- Diretto da: Ray Austin
- Scritto da: Robert L. McCollough, Philip John Taylor

### Trama
Rizendo è determinato a uccidere Zorro, l'unico ostacolo che gli impedisce di vendicarsi dei de la Vega, e tende un'imboscata all'eroe facendo arrestare Victoria; Zorro riesce a liberarla, ma è costretto a lasciare Tornado nelle mani dell'emissario. Rizendo tenta di diffamare Diego agli occhi di don Alejandro, ma quest'ultimo non cade nell'inganno e ricorda all'emissario furente che il legame tra padre e figlio non può essere reciso tanto facilmente. Zorro costringe Rizendo a liberare Tornado e affronta nuovamente l'emissario; nella lotta, Rizendo precipita dal tetto della caserma, ma riesce a ferire Zorro. Tutto sembra ormai finito, ma Rizendo è in realtà sopravvissuto alla caduta e viene raggiunto da Inés: alla notizia che i de la Vega hanno resistito a tutte le loro umiliazioni, Inés decide di eliminarli una volta per tutte.
- Guest Star: James Horan (don Gilberto Rizendo), Faith Brook (Inés Rizendo), Timothy Bateson (padre Benitez).

## La scoperta
- Titolo originale: The Discovery
- Diretto da: Ray Austin
- Scritto da: Robert L. McCollough, Philip John Taylor

### Trama
Rizendo offre a Zorro una tregua; pur sapendo che si tratta di una trappola, Zorro si reca all'incontro e rimane apparentemente ucciso da una frana provocata dall'emissario. Ormai certo di non avere più ostacoli, Rizendo sfida don Alejandro, ma viene fermato da Diego, in realtà sopravvissuto. Diego e Rizendo si affrontano, e l'emissario, notando sul suo braccio la ferita che aveva inferto all'eroe, capisce che Diego è Zorro. In un drammatico duello, Diego sconfigge Rizendo e quest'ultimo gli rivela di essere suo fratello; Inés, sopraggiunta per assistere al trionfo di Gilberto, dimostra la verità svelando che Diego e Gilberto possiedono sulla coscia una voglia identica a forma di croce. Alejandro tenta di far ragionare Gilberto rivelandogli che Inés, non potendo avere figli, divenne sempre più ossessionata da Elena, lasciando intendere che la levatrice rubò uno dei suoi figli per pura gelosia; Gilberto, però, rimane deciso a vendicarsi e viene infine ucciso dall'Alcalde. Don Alejandro, osservando l'abilità di Diego nell'affrontare Gilberto, si è reso conto che il figlio nasconde un segreto; l'episodio e la serie si chiudono con Diego sul punto di rispondere alle domande del padre, lasciando allo spettatore di immaginare se Diego, finalmente, gli rivelerà di essere Zorro.
- Guest Star: James Horan (don Gilberto Rizendo), Faith Brook (Inés Rizendo).